# Nacaduba neaira
Nacaduba neaira är en fjärilsart som beskrevs av Hans Fruhstorfer 1916. Nacaduba neaira ingår i släktet Nacaduba och familjen juvelvingar. Inga underarter finns listade i Catalogue of Life.